# Серетецька сільська рада
Серете́цька сільська́ ра́да — адміністративно-територіальна одиниця та орган місцевого самоврядування у Зборівському районі Тернопільської області до 2016 року. Адміністративний центр — село Серетець.

## Загальні відомості
Серетецька сільська рада утворена в 1939 році.
- Територія ради: 1,641 км²
- Населення ради: 946 осіб (станом на 2001 рік)
- Територією ради протікає річка Серет

## Населені пункти
Сільській раді підпорядковані населені пункти:
- с. Серетець
- с. Підберізці

## Склад ради
Рада складається з 15 депутатів та голови.
- Голова ради: Балтарович Ігор Йосипович
- Секретар ради: Макар Світлана Михайлівна

### Керівний склад попередніх скликань
| Прізвище, ім'я, по батькові | Основні відомості                                                                              | Дата обрання | Дата звільнення |
| --------------------------- | ---------------------------------------------------------------------------------------------- | ------------ | --------------- |
| Петрів Володимир Михайлович | Сільський голова, 1962 року народження, член Соціалістичної партії України                     | 26.03.2006   | 31.10.2010      |
| Балтарович Ігор Йосипович   | Сільський голова, 1971 року народження, освіта вища, член Всеукраїнського об'єднання «Свобода» | 31.10.2010   |                 |

Примітка: таблиця складена за даними сайту Верховної Ради України

### Депутати
За результатами місцевих виборів 2010 року депутатами ради стали:

#### За суб'єктами висування
| Суб'єкт висування | Кількість обраних депутатів | %   |
| ----------------- | --------------------------- | --- |
| Самовисування     | 15                          | 100 |

#### За округами
| № округу | Прізвище, ім'я, по батькові        | Дата визнання обраним | Освіта             | Партійна приналежність | Відомості про обраного депутата                                       |
| -------- | ---------------------------------- | --------------------- | ------------------ | ---------------------- | --------------------------------------------------------------------- |
| 1        | Гула Наталія Зіновіївна            | 04.11.2010            | вища               | позапартійна           | загальноосвітня школа І-ІІ ст. с. Серетець, вчитель                   |
| 2        | Петрів Віктор Антонович            | 04.11.2010            | середня спеціальна | позапартійний          | НРЛ смт. Залізці, фельдшер                                            |
| 3        | Рарок Володимир Петрович           | 04.11.2010            | середня спеціальна | позапартійний          | загальноосвітня школа І-ІІ ст. с. Серетець, оператор газової котельні |
| 4        | Макар Світлана Михайлівна          | 04.11.2010            | середня спеціальна | позапартійна           | Серетецька сільська рада, секретар                                    |
| 5        | Козла Оксана Василівна             | 04.11.2010            | середня спеціальна | позапартійна           | тимчасово не працює                                                   |
| 6        | Козачевський Володимир Зеновійович | 04.11.2010            | незакінчена вища   | позапартійний          | ТНТУ ім. Пулюя, студент                                               |
| 7        | Петрів Марія Ігорівна              | 04.11.2010            | вища               | позапартійна           | загальноосвітня школа І-ІІ ст. с. Серетець, вчитель                   |
| 8        | Баблюх Володимир Зеновійович       | 04.11.2010            | незакінчена вища   | позапартійний          | ТНТУ ім. Пулюя, студент                                               |
| 9        | Марфіян Марія Йосипівна            | 04.11.2010            | середня спеціальна | позапартійна           | пенсіонер                                                             |
| 10       | Іськів Василь Васильович           | 04.11.2010            | середня спеціальна | позапартійний          | смт. За-лізці, оператор автотех сервіс                                |
| 11       | Рарок Іванна Василівна             | 04.11.2010            | вища               | позапартійна           | Молокозавод м. Броди, приймальник молока                              |
| 12       | Сивик Володимир Йосафатович        | 04.11.2010            | середня спеціальна | позапартійний          | ПП «Шевченка», бригадир тракторної бригади                            |
| 13       | Дармопук Зоряна Романівна          | 04.11.2010            | середня спеціальна | позапартійна           | Відділення зв'язку с. Підберізці, начальник                           |
| 14       | Турчак Ганна Дмитрівна             | 04.11.2010            | середня спеціальна | позапартійна           | Бібіліотека с. Підберізці, завідувач                                  |
| 15       | Бай Софія Петрівна                 | 04.11.2010            | вища               | позапартійна           | Серетецька сільська рада, бухгалтер                                   |